# فيليبي فيريرا (لاعب كرة قدم)
فيليبي فيريرا (26 أكتوبر 1996 في البرتغال - ) هو لاعب كرة قدم برتغالي في مركز الوسط. شارك مع منتخب البرتغال تحت 18 سنة لكرة القدم. أما مع النوادي، فقد لعب مع S.L. Benfica B ‏.

## وصلات خارجية
- فيليبي فيريرا (لاعب كرة قدم) على موقع قاعدة بيانات كرة القدم.إي يو (الإنجليزية)
- فيليبي فيريرا (لاعب كرة قدم) على موقع Soccerway.com (الإنجليزية)